# Carmen (film fra 1983)
 For alternative betydninger, se Carmen. (Se også artikler, som begynder med Carmen)
Carmen er en spansk filmatisering fra 1983 af Prosper Mérimées roman Carmen, med musik fra Georges Bizets opera af samme navn. Filmen er instrueret og koreograferet i flamencostil af Carlos Saura og María Pagés og udgør den anden del af Sauras flamenco-trilogi i 1980'erne; den efterfulgte Blodbryllup (Bodas de sangre) og kom før Ilddansen (El amor brujo).
Filmen følger moderne dansere, mens de i deres eget liv genopfører Bizets tragiske kærlighedsaffære, og kulminerer med dens fatale afslutning.
Filmen blev nomineret til en Oscar for bedste fremmedsprogede film ved den Oscaruddelingen i 1984 og modtog en dansk Bodil for bedste europæiske film.

## Handling
Koreografen Antonio forbereder en opførelse af George Bizets opera Carmen, som han vil tilføre spansk musik og flamenco-danse. Han samarbejder med guitaristen Paco, der tilpasser den originale musik til spansk guitar. Antonio har en flamencoskole, hvor han forgæves leder efter den perfekte Carmen. Hans bedste danser, Cristina, anses at være for gammel til rollen. Men en kvinde ved navn Carmen fanger imidlertid hans blik under en prøve, og fanger hans opmærksomhed med sin brændende dans og tiltrækning.
Efter et flamencoshow giver Antonio Carmen en bog af Prosper Mérimée og opfordrer hende til at læse den, overbevist om, at hun er den rette til rollen. Derefter får han Cristina til at træne Carmen intensivt. Under prøverne får Antonio skuespillerne til at forestille sig rammerne og atmosfæren, og sætter scenen for Carmens og Cristinas intense rivalisering, opført gennem dans.
Antonio bliver forelsket i Carmen og de har et lidenskabeligt møde. Men Carmen forlader pludselig stedet om natten og afslører, at hun er gift med en småkriminel mand. Antonio giver Carmen penge, da hun hævder, at hendes mand vil begynde på en frisk. Men Carmens mand har intentioner om at fortsætte sine kriminelle aktiviteter, hvilket udløste et fysisk skænderi mellem ham og Antonio.
I en afgørende scene bliver Carmens forræderi tydeligt, da Antonio opdager, at hun er sammen med en anden mand. På trods af hendes forsikringer kan Antonio ikke holde ud at dele hende med en anden. Spændingen eskalerer, indtil Antonio drevet af jalousi tilsyneladende dræber sin rival.
I takt med at Antonio og Carmens forhold udvikler sig på scenen udviskes grænserne mellem virkelighed og fiktion. I sidste ende fører Antonios desperation til tragedie, og publikum efterlades i tvivl om, hvad der er ægte, og hvad der er en del af forestillingen.

## Medvirkende
- Laura del Sol som Carmen
- Paco de Lucía som Paco
- Antonio Gades som Antonio
- Marisol som Pepa Flores
- Cristina Hoyos som Cristina
- Juan Antonio Jiménez som Juan
- José Yepes som Pepe Girón
- Sebastián Moreno som Escamillo
- Gómez de Jerez som sanger
- Manolo Sevilla som sanger
- Antonio Solera som sanger
- Manuel Rodríguez som guitarist
- Lorenzo Virseda som guitarist

## Modtagelse

### Salg
Filmen blev en stor kommerciel succes. I USA blev filmen den mest indtil da mest indbringende spanske film og indtjente 3,1 millioner dollars. Den blev overgået af Pedro Almodóvars Kvinder på randen af et nervøst sammenbrud (1988). I Tyskland solgte den 2.168.737 billetter og i Frankrig 871.824 billetter.

### Priser og nomineringer
Filmen vandt BAFTA-prisen for bedste fremmedsprogede film. Den deltog i konkurrencen ved filmfestivalen i Cannes i 1983, hvor den modtog den tekniske hovedpris og prisen for bedste kunstneriske bidrag. Derudover opnåede den nomineringer til Oscar-prisen for bedste fremmedsprogede film, César-prisen for bedste udenlandske film og Golden Globe-prisen for bedste udenlandske film.
Ved Årets Bodil vandt filmen Bodilprisen for bedste europæiske film.